# Epirrhoe funerata
Epirrhoe funerata là một loài bướm đêm trong họ Geometridae.